# Raymond Broger

Raymond Broger

Raymond Broger (Appenzell, 24 oktober 1916 - Appenzell, 28 februari 1980), was een Zwitsers politicus.
Raymond Broger volgde middelbaar onderwijs in Appenzell en Stans. Hij studeerde vervolgens rechten in Zürich, Bern en Fribourg. In 1951 promoveerde hij tot doctor in de rechten en was vervolgens advocaat. Naast zijn werk als advocaat was hij ook werkzaam als journalist bij de Appenzeller Volksfreund, spreekbuis van de Christendemocratische Volkspartij (CVP). Van 1956 tot 1972 was hij hoofdredacteur van de Appenzeller Volksfreund.
Raymond Broger was lid van de CVP. Van 1954 tot 1960 was hij hoofdman (dat wil zeggen bestuurder) van het district Appenzell. In 1960 werd hij lid van de Standeskommission (regering) van het kanton Appenzell Innerrhoden. Van 1960 tot 1966 was hij Landesfähnrich (hoofd van het departement van Militaire Zaken, Politie en Justitie) en van 1966 tot 1975 was hij hoofd van het departement van Onderwijs. In die laatste functie was hij betrokken bij de hervorming van het middelbaar onderwijs. Tussen 1966 en zijn dood in 1980 was hij afwisselend Pannerherr (dat wil zeggen plaatsvervangend regeringsleider) en Regierend Landammann (dat wil zeggen regeringsleider) van het kanton Appenzell Innerrhoden.
Raymond Broger werd in 1964 in de Nationale Raad (tweede kamer van de Bondsvergadering) gekozen. In 1971 werd hij lid van de Kantonsraad (eerste kamer van de Bondsvergadering). Hij was onder meer voorzitter van de commissies Buitenlandse Zaken en betrekkingen met de Verenigde Naties.
Vanaf 1972 was hij nationaal ombudsman voor privaatverzekeringen.
Raymond Broger had als hobby's de bestudering van staatswetenschappelijke, theologische en historische geschriften.
Hij overleed op 63-jarige leeftijd, op 28 februari 1980 in Appenzell.

## Landammann
- 1966 - 30 april 1967 — Pannerherr
- 30 april 1967 - 27 april 1969 — Landammann
- 27 april 1969 - 25 april 1971 — Pannerherr
- 25 april 1971 - 29 april 1973 — Landammann
- 29 april 1973 - 28 april 1974 — Pannerherr
- 28 april 1974 - 25 april 1976 — Landammann
- 25 april 1976 - 30 april 1978 — Pannerherr
- 30 april 1978 - 26 februari 1980 (†) — Landammann